# Charles Colbert, marquis de Croissy

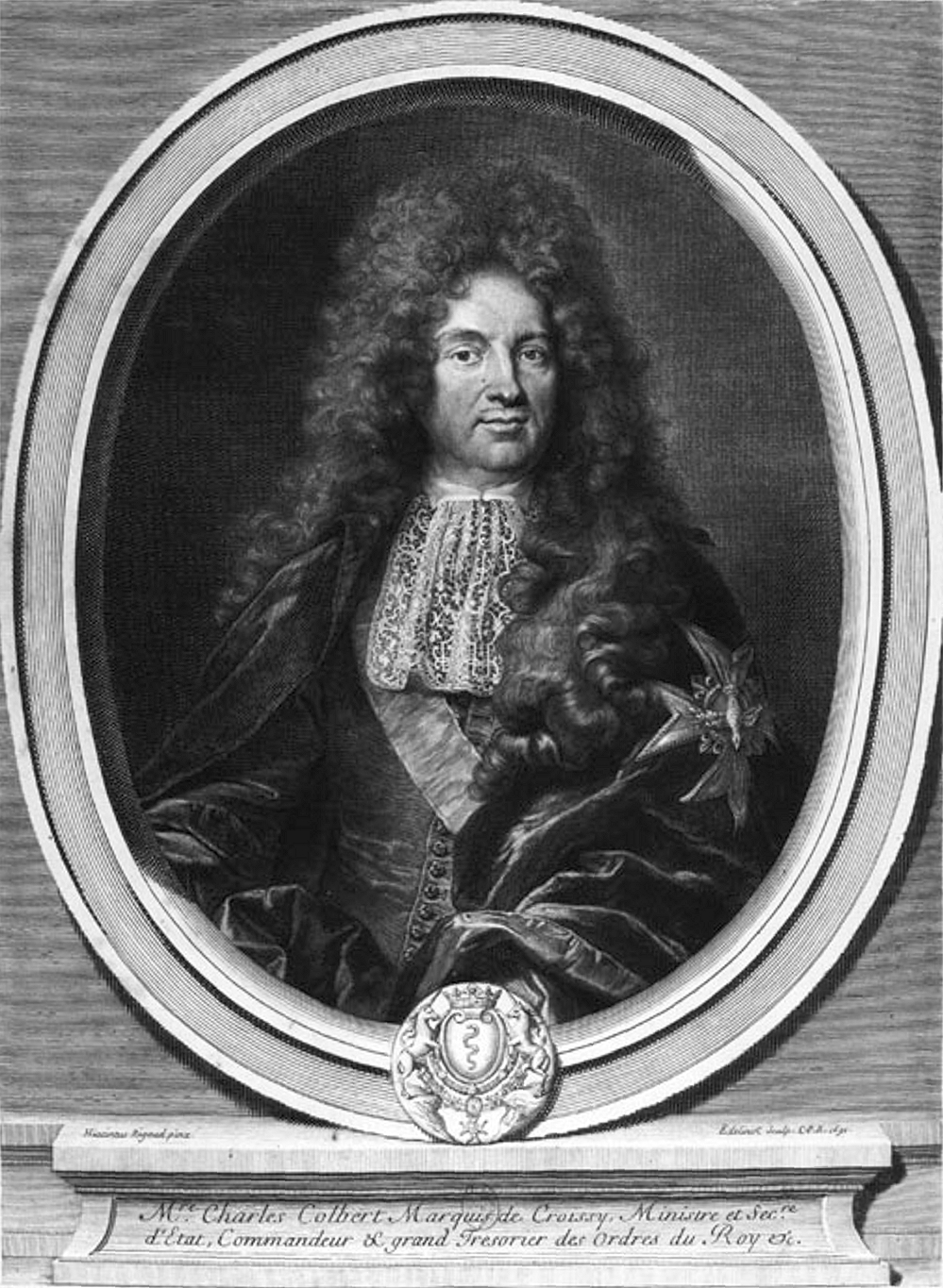
Charles Colbert de Croissy

Charles Colbert de Croissy (* 5. August 1629 in Reims; † 28. Juli 1696 in Versailles) war ein französischer Diplomat und Außenminister unter König Ludwig XIV. aus dem Haus Colbert sowie jüngerer Bruder von Jean-Baptiste Colbert.

## Leben und Wirken
Charles Colbert begann seine Karriere in der Verwaltung des Kriegsministers Michel Le Tellier. Im Jahr 1656 erwarb Colbert einen Ratssitz im Parlement von Metz und 1658 wurde er zum Intendanten des Elsass und Präsidenten des neu geschaffenen Obersten Gerichtshofs des Elsass ernannt. In dieser Position sollte er das erst kurz zuvor von Frankreich erworbene Gebiet reorganisieren und neue Verwaltungsstrukturen aufbauen. Dank der Unterstützung seines älteren Bruders am Hof wurde Charles Colbert von 1659 bis 1661 mit diversen diplomatischen Missionen nach Deutschland und Italien beauftragt. 1662 ernannte ihn der König zum marquis de Croissy, und Colbert erhielt den höchst angesehenen Posten eines président à mortier am Parlement von Metz.
Nachdem er verschiedene Male als Provinzintendant (1665 Soissons, 1666 Amiens und 1667 Paris) für den König unterwegs war, wechselte er endgültig in die Diplomatie. 1668 repräsentierte er Frankreich bei den Verhandlungen zum Frieden von Aachen als außerordentlicher Gesandter und kurz danach als Botschafter in London, um eine mögliche Allianz mit Karl II. von England vorzubereiten. Er arrangierte dazu das diplomatische Treffen zwischen dem englischen König und dessen Schwester, der Herzogin Henriette d’Orléans, was schließlich in den Vertrag von Dover mündete und eine französisch-englische Offensivallianz gegen Holland ermöglichte. Auch war es Charles Colbert, der Karl II. die französische Hofdame Louise de Kérouaille als neue Mätresse zuführte.
Sein Verhandlungsgeschick während der Verhandlungen zum Frieden von Nimwegen in den Jahren 1676 bis 1679 vergrößerte sein Ansehen bei Ludwig XIV. ungemein, der daraufhin seinen Außenminister Simon Arnauld de Pomponne 1679 in Ungnade fallen ließ und durch Colbert de Croissy ersetzte. Charles Colbert galt als außerordentlich talentiert und war maßgeblich an der Formulierung und Umsetzung der Reunionspolitik beteiligt. Diese hatte er bereits in den späten 1650er Jahren am Beispiel des Elsass konzipiert und nach seiner Ernennung zum Minister dem König, als ein nichtkriegerisches Mittel der Expansion und Grenzbegradigung, vorgeschlagen. Zur Absicherung des französischen Einflusses in Mitteleuropa, handelte Colbert de Croissy Bündnisse mit Brandenburg (1681) und Dänemark (1683) aus. Er hatte schon 1679 in München die Verhandlungen zur Heirat des französischen Kronprinzen Louis mit der bayerischen Kurprinzessin Maria Anna geleitet. Während dieser Verhandlungen erhielt er vom König die Berufung zum Minister.
Die Aufhebung des Ediktes von Nantes (1685) machte einige seiner mitteleuropäischen Bündnisverträge wieder hinfällig, da einige protestantische Staaten Frankreich nun kritisch gegenüberstanden. Daher begann sich Colbert de Croissy auf einen französischen Krieg gegen das Reich vorzubereiten (1688). Er bereitete noch die Friedensverhandlungen von Rijswijk vor, bevor er 1696 starb. Sein Sohn Colbert de Torcy wurde unverzüglich sein Nachfolger im Amt des Außenministers.